# ان‌جی‌سی ۱۲۳۲
ان‌جی‌سی ۱۲۳۲ (انگلیسی: NGC 1232) نام یک کهکشان در صورت فلکی جوی است که در ۲۰ اکتبر ۱۷۸۴ توسط ستاره شناس معروف ویلیام هرشل کشف شد. این کهکشان به دلیل مارپیچی و نورانی بودنش به کهکشان چشم خدا نیز معروف است. این کهکشان در فاصله ۶۰ میلیون سال نوری از کهکشان ما فاصله دارد.
ان جی سی ۱۲۳۲ توسط میلیون ها ستاره پر نور و گرد و غبار های بین ستاره ای که بازو های مارپیچی اش را ایجاد کرده اند و به دور مرکزش میگردند احاطه شده است. همچنین خوشه های ستاره ای باز که ستاره های پر نور آبی را در خود جای داده اند به وضوح قابل مشاهده است. ستارگان کم نور تر و گازهای بین ستاره ای که کمتر قابل مشاهده هستند دارای چنان جرم بالایی می باشند که بر دینامیک کهکشان درونی تسلط دارند. این کهکشان حدود ۲۰۰ هزار سال نوری وسعت دارد که در کنار کهکشان های همسایه خود احتمالا بخشی از خوشه کهکشانی اریدانوس می باشد.